# 유심 (촉한)

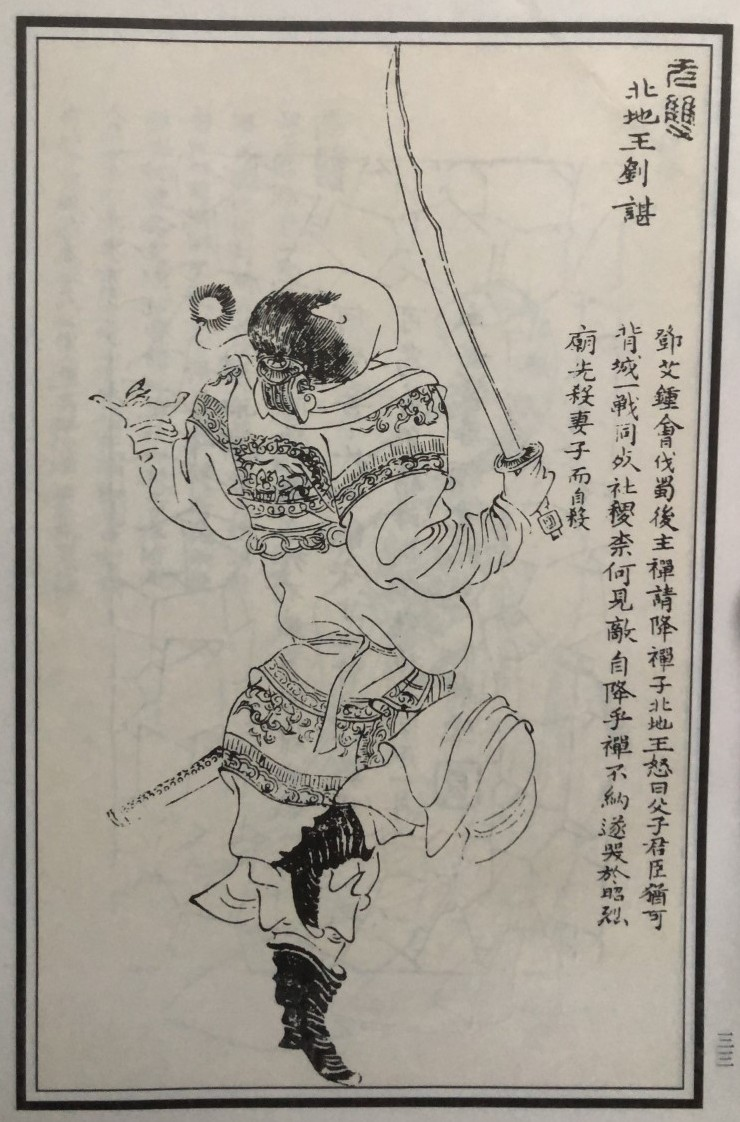
유심

유심(劉諶, ? ~ 263년)은 중국 촉한(蜀漢)의 후주(後主) 유선(劉禪)의 다섯째 아들이다.

## 생애
259년, 북지왕(北地王)에 봉해졌다.
263년, 위(魏)의 대대적인 공세로 촉한의 국세가 기울어져 후주(後主) 유선(劉禪)이 위에 투항하자, 처자식을 죽이고 유비의 능소인 혜릉(惠陵)에서 자살하였다.

## 같이 보기
- 삼국지 인물 목록